# 붉은 나비
《붉은 나비》(Red Butterfly)는 한국에서 제작된 김태희 감독의 2006년 영화이다. 김시정 등이 주연으로 출연하였다.

## 출연

### 주연
- 김시정
- 김현정
- 이희준

## 기타
- 조명: 백윤석
- 녹음: 김태호
- 음향: 채은혜
- 미술: 우경진
- 시각효과부문: 송화영